# أوتار القلوب
أوتار القلوب هو مسلسل جنوب كوري من بطولة بارك شن هي وجونغ يونغ هوا. عرض المسلسل على شبكة مؤسسة منهوا للإذاعة في الفترة من 29 يونيو حتى 19 أغسطس 2011.

## روابط خارجية
أوتار القلوب على موقع IMDb (الإنجليزية)
- أوتار القلوب على موقع فيلمافينيتي (الإسبانية)
- أوتار القلوب على موقع ليتربوكسد (الإنجليزية)
- أوتار القلوب على موقع كينوبويسك (الروسية)
- أوتار القلوب على موقع قاعدة بيانات الفيلم (الإنجليزية)